# Frederick Holbrook

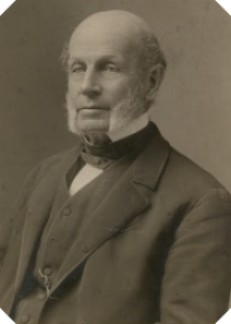
Frederick Holbrook.

Frederick Holbrook, född 15 februari 1813 i East Windsor, Connecticut, död 28 april 1909 i Brattleboro, Vermont, var en amerikansk republikansk politiker. Han var guvernör i delstaten Vermont 1861–1863.
Holbrook åkte till England för studier och var sedan verksam som jordbrukare och affärsman i Vermont.
Holbrook fick stort stöd från jordbrukarna i Vermont i guvernörsvalet 1861 som han vann. Vermont blev sedan den första delstaten att inrätta sjukhus för sårade militärer som skickades hem från amerikanska inbördeskriget. Holbrook efterträddes 1863 som guvernör av partikamraten J. Gregory Smith.
Holbrook avled 96 år gammal och gravsattes på Prospect Hill Cemetery i Brattleboro.